# Duranta
Duranta L., 1753 è un genere di piante che contiene 31 specie originarie dell'area che si estende tra la Florida del Sud, il Messico e il Sudamerica.
È usata anche come pianta ornamentale.